# Xestia montana
Xestia montana là một loài bướm đêm trong họ Noctuidae.